# Шешм
Шешм (дари ششم) — кишлак на северо-востоке Афганистана, в вилаяте (провинции) Бадахшан. Входит в состав района Вахан.

## Географическое положение
Шешм расположен на северо-востоке Бадахшана, в высокогорной местности, на правом берегу реки Вахандарьи, на расстоянии приблизительно 237 километров к востоку от города Файзабада, административного центра вилаята. Абсолютная высота — 3228 метров над уровнем моря. Ближайшие населённые пункты — кишлак Нештхаур (выше по течению Вахандарьи), кишлак Равчун (ниже по течению Вахандарьи).

## Население
В национальном составе преобладают ваханцы.